# Acrotocepheus surigaoensis
Acrotocepheus surigaoensis är en kvalsterart som beskrevs av Corpuz-Raros 1979. Acrotocepheus surigaoensis ingår i släktet Acrotocepheus och familjen Otocepheidae. Inga underarter finns listade i Catalogue of Life.